# Хаба, Поль
Поль Хаба (англ. Paul Haba; род. 14 июля 1959) — гвинейский легкоатлет, выступавший в беге на короткие дистанции. Участник летних Олимпийских игр 1980 года.

## Биография
Поль Хаба родился 14 июля 1959 года.
В 1980 году вошёл в состав сборной Гвинеи на летних Олимпийских играх в Москве. В беге на 100 метров в 1/8 финала занял предпоследнее, 6-е место, показав результат 11,19 секунды и уступив 0,66 секунды попавшему в четвертьфинал с 3-го места Теофилю Нкунку из Народной Республики Конго. В беге на 200 метров в 1/8 финала занял последнее, 7-е место, показав результат 22,70 и уступив 1,21 секунды попавшему в четвертьфинал с 4-го места Алтевиру де Араужу Филью из Бразилии.

## Личные рекорды
- Бег на 100 метров — 10,9 (1984)[4]
- Бег на 200 метров — 22,0 (1985)[4]